# Hu Jinqiu
Hu Jinqiu (en chino, 胡金秋; Sinkiang, 24 de septiembre de 1997) es un jugador de baloncesto chino. Con 2,11 metros de altura, actúa en la posición de pívot. Integra la plantilla del Zhejiang Guangsha Lions de la CBA.

## Trayectoria
Hu juega en los Zhejiang Guangsha Lions de la CBA desde 2015. En la temporada 2021-22 fue reconocido como el MVP de la liga, habiendo promediado 21 puntos, 7,6 rebotes y 1 asistencia por partido en 37 presentaciones.

## Selección nacional
Con los seleccionados juveniles de baloncesto de China, Hu participó del Campeonato FIBA Asia Sub-16 de 2013, como también del Torneo Albert Schweitzer y el Campeonato Mundial de Baloncesto Sub-17 de 2014, y del Nike Global Challenge y el Campeonato Mundial de Baloncesto Sub-19 de 2015.
Asimismo ha sido miembro de la selección absoluta de China, actuando en el FIBA Asia Challenge de 2016, el Campeonato EABA y el Campeonato FIBA Asia de 2017, el torneo de baloncesto masculino de los Juegos Asiáticos de 2022 y la Copa Mundial de Baloncesto de 2023 entre otros.
También integró el equipo de China que disputó en la NBA Summer League de Las Vegas en 2019.
Compitió en el torneo masculino de baloncesto 3×3 en los Juegos Olímpicos de Tokio 2020.